# Pièce d'un dime de dollar américain
Pour les articles homonymes, voir Dime.
Un dime est le nom donné par les Américains à une pièce de monnaie, ayant cours légal sur le territoire des États-Unis, d'une valeur de dix cents (10 ¢) ou un dixième de dollar américain (0,1 $).

## Caractéristiques
Son diamètre actuel est de 17,91 mm, sa masse de 2,268 g, et son épaisseur de  1,35 mm. C'est la plus petite pièce de monnaie (en poids et diamètre) américaine. Elle contient 91,67 % de cuivre et 8,33 % de nickel.
Le « noyau » de la pièce est en cuivre pur (commercially pure copper), il est recouvert d'une couche de cupronickel (75 % cuivre - 25 % nickel).

## Histoire

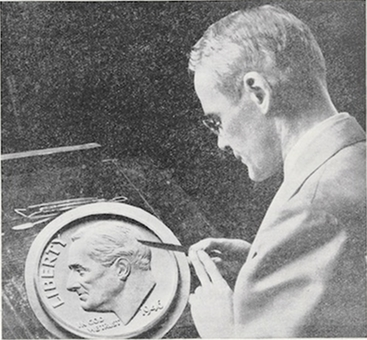
John R. Sinnock en train de graver la matrice en plâtre qui va servir à fabriquer le coin monétaire de la Roosevelt Dime.

Les « dimes » sont frappés par la US Mint depuis 1796 : cette année-là, plus de 22 135 pièces en argent titrant 892/1000 sortent des ateliers, l'avers, dessiné par Robert Scot, montre le buste allégorique de la Liberté, une jeune femme de profil regardant vers la droite, les cheveux dans le vent, la poitrine généreuse mais couverte. Elle pèse 2,70 g, son épaisseur est de 0,892 mm et elle est surnommée « Draped Bust Dime ».
En 1798, au petit aigle aux ailes déployées du revers Robert Scot ajoute une série de motifs, dont le bouclier héraldique, des étoiles et des flèches qui constituent les éléments principaux de l'actuel Grand sceau des États-Unis.
En 1809, le graveur d'origine allemande John Reich (Johann Matthias Reich, 1768-1833) redessine complètement la pièce : elle est surnommée « Liberty Capped Dime », car elle présente sur l'avers le profil d'une femme en buste tournée vers la gauche et coiffée d'un bonnet phrygien sur lequel est inscrit le mot « Liberty ». Le revers reprend le design de l'aigle du type de 1798 mais inversé ; sont ajoutées la mention « 10 C. » (pour cents) et la devise latine « e pluribus unum ».
En 1837, Christian Gobrecht dessine et grave la « Liberty Seated Dime », avec sur l'avers une femme en pieds, assise, le regard tournée vers la gauche. Sur le revers, apparaît au centre la mention « One Dime » entourée de rameaux tressés en couronne. La masse passe à 2,67 g, titrant 900/1000 d'argent pur. Ce type monétaire demeure sans véritable grande modification jusqu'en 1853 : la masse passe alors à 2,49 g, à titrage inchangé. En 1860, la mention « United States of America » passe du revers à l'avers.
En 1892, Charles E. Barber redessine la gamme monétaire, la pièce est appelée « Barber Dime ». L'avers montre une tête aux traits féminins, tournée de profil vers la droite et entourée de la mention « United States of America ». Le revers reprend en partie le motif du type de 1837. Le poids passe à 2,50 g.
En 1916, Adolph Alexander Weinman, propose pour l'avers une tête de Mercure au casque ailé, regardant vers la gauche, entouré des mots « Liberty » et « In God We Trust » ; au revers, des faisceaux et des rameaux d'olivier et de chêne mêlés sont au centre, entourés des mots « One Dime », « United States of America » et de la devise latine e pluribus unum. Ce type est appelé « Mercury Dime ».
En 1946, John R. Sinnock signe la création d'un type monétaire rendant hommage au président Franklin D. Roosevelt : à l'avers, son portrait est représenté de profil tourné vers la gauche ; au revers, on trouve une torche allumée entourée de rameaux d'olivier et de chêne, sans oublier les mentions habituelles. Appelée Roosevelt Dime, cette pièce est demeurée relativement inchangée depuis sa création : si le monogramme « JS » du graveur est encore présent, sous la tête présidentielle, celle-ci est aujourd'hui légèrement plus petite. 
Par ailleurs, en 1965, la composition passe en cupro-nickel (cf. composition plus haut) avec tranche striée laissant apparaitre la couleur du cuivre.